# Proposition (philosophie)
Pour les articles homonymes, voir Proposition.
Une proposition est en philosophie ce qui dans un énoncé est susceptible d'être conservé lors d'une traduction et de recevoir une valeur de vérité, c'est-à-dire d'être vrai ou faux,.

## Distinction avec un énoncé et une phrase
Un exemple courant pour désigner ce qu'est une proposition par rapport à un énoncé ou à une phrase est de comparer les deux énoncés ou phrases suivantes :
- « Il pleut. »
- « It's raining. »

Ces deux énoncés ou phrases ont la même proposition, à savoir qu'il pleut. Un autre exemple courant dans le domaine est de comparer « La neige est blanche » et « Snow is white ».